# Chacarero
El chacarero es un plato típico de la gastronomía chilena, consistente en un sándwich compuesto por ají verde picado, lonjas de carne, porotos verdes cocidos fríos, tomates en rodajas. La mayonesa es opcional, la receta original no la incluye. Es una receta característica de la comida urbana de Santiago. En el siglo XXI se ha comenzado a vender en ciudades del este de los Estados Unidos.

## Preparación
La carne se fríe a la plancha y se sirve caliente. Se le agregan los ingredientes vegetales, primero el tomate en rodajas, luego el poroto verde, encima el ají verde y por último la mayonesa, que puede ser opcional. La distinción de este sándwich frente a los demás a base de churrasco son los porotos verdes y el ají picado que se le agrega.[cita requerida]

## Aporte calórico
La mezcla de porotos verdes y carnes le agrega vitaminas a las proteínas y carbohidratos presentes en el pan y la carne, y la poca materia grasa es algo que ayuda a su masificación, principalmente en una época que busca comidas más sanas.[cita requerida]